# Sergej Sergejevitj Bodrov
Sergej Sergejevitj Bodrov (russisk: Сергей Сергеевич Бодров) (født 27. december 1971 i Moskva i Sovjetunionen, død 20. september 2002 i Rusland) var en russisk filminstruktør og skuespiller.

## Filmografi
- Sjostry (Сёстры, 2001)[2][3]